# Artannes-sur-Indre
Artannes-sur-Indre è un comune francese di 2 539 abitanti situato nel dipartimento dell'Indre e Loira nella regione del Centro-Valle della Loira.
Il territorio comunale è bagnato dal fiume Indre.

## Società

### Evoluzione demografica
Abitanti censiti

## Amministrazione

### Gemellaggi
Roccastrada
 Bathford